# Cand.ling.merc.
Cand.ling.merc. (latin: candidatus/candidata linguæ mercantilis) er betegnelsen for en person, der er indehaver af en kandidatgrad i enten erhvervssprog og international virksomhedskommunikation, kommunikationsdesign eller virksomhedskommunikation ved f.eks Copenhagen Business School (tidl. Handelshøjskolen i København), Handelshøjskolen Aarhus Universitet, Syddansk Universitet eller Aalborg Universitet. 